# Nicola Payne
Nicola Payne, née le 26 juillet 1960 à Hong Kong, est une rameuse d'aviron néo-zélandaise.

## Carrière
Nicola Payne participe aux Jeux olympiques de 1988 à Séoul et est médaillée de bronze en deux sans barreuse avec sa partenaire Lynley Hannen. 